# 蘇珊·波爾
蘇珊·玛格达莱娜·波爾（英語：Susan Magdalane Boyle，1961年4月1日—）是出身蘇格蘭的歌手，亦是社區教會的義工，人稱「蘇珊大嬸」。她於2009年4月11日參加第三季的英國達人競賽而受到大眾的注意。在第一輪的競賽角逐中當她演歌《悲慘世界》的《我曾有梦》後獲得全部3名評判的認可與現場觀眾的起立鼓掌，她的初賽片段被上載到短片網站Youtube後其全球合共觀看次數高達2億人次，她立即躍升為全球知名人士。2009年11月下旬推出的出道專輯《I Dreamed A Dream》全球銷量超過9百萬張，打破了全球多國唱片排行榜銷量記錄。
2012年7月6日，爱丁堡玛格丽特女王大学授予苏珊·博伊尔荣誉博士学位，以此来奖励苏珊对社会、文化、艺术做出的贡献。

## 早年
博伊尔出生於蘇格蘭西洛錫安區的布莱克本，父親為二戰退伍軍人、礦工和主教的歌手，母親職業是速記打字員
>，其母在45歲時生下她，分娩時因為窘迫窒息導致博伊尔後來的學習障礙。博伊尔憶述小時候在學校受到同學欺凌和被起了「Susie Simple」（呆蛋蘇絲）的綽號，畢業後受雇於西洛錫安學院的一個廚師訓練課程，為期6個月，之後大部分的時間她都處於無業狀態。
博伊尔一直住在父母原本的一間四房公屋單位。她的父親大概90年代過世，之後她的兄姐相繼搬走。博伊尔為了照顧年邁的母親亦一直未婚，她的鄰居接受訪問時說博伊尔母於2007年91歲過世後她有3到4天沒踏出家門、應門或接電話。此後在家中陪伴她的是一只11歲大的家貓。
波爾在1998年時以自己的儲蓄在Heartbeat Studio錄製翻唱曲「Cry Me A River」、「Killing Me Softy」和「Don't Cry for Me Argentina」，都送至錄音公司、電台才藝比賽、國內和國營電台。

## 參加《英國達人》
在波爾參加《英國達人》前，波爾母親促使自己冒著風險站在還比教堂還要大的舞台唱歌以及參加《英國達人》，不過其前教練Fred O'Neil 說波依爾覺得自己的外在被看不起而取消參加《X音素》，也擔心自己的年齡太高而拒參《英國達人》，但O'Neil依然說服其參加比賽。
2008年8月博伊尔報名參加了第三季的《英國達人》試鏡並在格拉斯哥通過了預選，終於在克萊德音樂廳舉行的選拔賽上鏡。在她歌唱之前她土气的打扮、笨拙的举止，令觀眾與評審們對於她即將要表演的歌唱表現都持懷疑的態度。当她一展歌喉，其歌唱表演立即轰动现场。她的歌聲令觀眾與評審們相當感動，評審西蒙·高維爾不禁脱口說：「這女人太令我感到驚訝了！」觀眾們的熱烈掌聲，使得評審西門·考爾與亞曼達·霍登給她投下贊成票，第三位評審皮爾斯·摩根（Piers Morgan）也給她贊成票，還說了一句：「到目前為止我還未給過任何人這麼大的一個 YES。（biggest yes I have ever given anybody.）」
她的歌聲給予現場觀眾的第一印象，引發全世界人們的關注。網路的線上媒體都在轉播她的歌唱表演的同時，全球的報章雜誌也都在報導有關她的歌唱表演。達人系列的原創人西門·考爾以他旗下的Syco公司與蘇珊·波爾簽約，目前Syco公司是新力音樂底下的子公司。
她在5月24日的準決賽中演繹音樂劇《貓》的歌曲《回憶》獲得觀眾電話投票的第一位順利進入同月30日的決賽並再演唱《I Dreamed a Dream》，但最終以觀眾電話投票5%之差敗在跳舞組合「Diversity」，只獲得亞軍。雖然她稱讚冠軍對手「實至名歸」，但她情緒受到打擊，回到後台中放聲大哭，令她「身心俱疲」導致入住專治精神病的診所。賽後有支持者指自己未踴躍投票及網民在YouTube錯貼投票電話，有報道指這可能是陰謀，數百名觀眾也抱怨，當天波爾的那組投票電話號碼一直佔線，無法打進去投票，這可能亦導致波爾未能勝出比賽。

## 參加《全美一叮：冠軍們》
波爾參加2019年的《全美一叮：冠軍們（America's Got Talent: The Champions）》，於選拔賽上演出2009年個人專輯「我曾有夢（I Dreamed a Dream）」內的歌曲「野馬（Wild Horses）」（原唱：滾石樂團），並獲得媚兒碧的黃金一叮（Golden Buzzer），直接晉級決賽。節目於1月7日播出。波爾表示希望今次參賽能獲得第二次機會並且贏得冠軍，但其後未能進入前五名。

## 出版唱片
慈善盤《Music for a Millennium Celebration, Sounds of West Lothian》
這是波爾在英國達人參赛成名前，於1999年為西洛錫安學校慶祝2000年千禧年來臨而制作的慈善唱片獻唱了一首失戀歌《Cry Me a River》，這唱片限量1000張，當時的西洛錫安郵報就評價波爾的演繹令他拿到唱片後不停讓這首歌在唱機中不停重播，波爾在英國達人演唱《I Dreamed a Dream》後她的《Cry Me a River》亦隨即被上傳到網上，2009年紐約郵報報道這個故事的標題寫道「蘇珊·波爾不是黔驢技窮（Susan Boyle: No One-Trick Pony）」。
專輯《I Dreamed a Dream》、單曲《I Dreamed a Dream》和《Wild Horses》
2009年11月23日Syco發售的波爾出道專輯《I Dreamed a Dream》於同年9月4日預售，12首歌曲中主要收錄翻唱作、3首基督教圣詩和1首原創作品。它成為了Amazon.com最佳預售唱片，並登上英國、愛爾蘭、美國、澳洲、新西蘭和加拿大專輯排行榜周間銷量第1位。它亦成為了英國銷售得最快的出道專輯，打破了里歐娜·路易斯2007年《Spirit》創造的記錄，根據尼爾森音樂統計它在北美洲成為銷量最高的女聲獨唱出道專輯。樂評對這專輯的評價就毀譽參半，英國MSN的Ben Chalk給予8/10分，贊賞波爾的感情流露是多得她自身的人身經歷。泰晤士报的Bob Stanley打2/5分，批評選曲陳舊。

## 網路商店
蘇珊·波爾在廣受歡迎之下，也在網路上開了家名為「Subostore」的網路商店，販售與她本身相關的商品。

## 個人生活
2014年11月，波爾與一名年齡相仿的男子交往中，這是她的第一個男友。

## 演出活動
- 2009年11月23日，即是蘇珊的出道專輯《I Dreamed a Dream》的發售日，她出席美國全国广播公司於紐約市洛克菲勒中心制作的清晨戶外節目《Today》，演唱收錄於專輯的《Wild Horses》、《I Dreamed a Dream》和《Cry Me a River》[32]，演出後蘇珊與她的一眾支持者共進午餐并接受他們的禮物。[33]
- 2009年12月13日，美國TV Guide Network（英语：TV Guide Network）播放了波爾所屬公司制作的特輯「我曾經夢想過：蘇珊·波爾的故事」，介紹蘇珊成名前後的生歷，和她本人現場演唱多首出道曲，外加一首蘇珊與她的偶像歌手伊蓮·佩姬合唱的《I Know Him so Well》（我非常了解他）及由《孤星淚》英國演員合唱的《One Day More》（只待明天，其曲即由 I Dreamed a Dream 的旋律變奏而來）。[34]
- 2009年12月31日，受日本NHK電視台之邀，以貴賓身分參加知名電視節目紅白歌唱大賽，演唱成名曲《I Dreamed a Dream》。[35]

## 資料來源
1. ↑  . 泰晤士报. 2009-04-19  [2010-01-25]. （原始内容存档于2011-06-15）.
2. ↑  . Amazon.com.   [2009-12-02]. （原始内容存档于2021-04-23）.
3. 1 2 3 4  Harris, Gillian. . The Sunday Times (London). 2009-04-19  [2009-04-22]. （原始内容存档于2010-01-07）.
4. ↑  . 英国广播公司. 2009-04-15  [2009-04-15]. （原始内容存档于2019-11-16）.
5. ↑  Jordan, Mary. . 華盛頓郵報. 2009-04-14: A-8  [2009-04-16]. （原始内容存档于2011-08-20）.
6. ↑  . MTV.com. 2009-12-02  [2009-12-09]. （原始内容存档于2012-07-10）.
7. ↑  . 网易新闻.   [2012-07-07]. （原始内容存档于2012-07-11） （简体中文）.
8. ↑  苏珊是全家4个男孩6个女孩中最小的女儿。
9. ↑  Clarke, Natalie. . 每日郵報. 2009-04-17  [2009-04-19]. （原始内容存档于2009-12-15）.
10. ↑  . Telegraph.co.uk. 2009-04-18  [2009-04-19]. （原始内容存档于2009-04-21）.
11. ↑  . 美國廣播公司. 2009-04-14  [2010-01-25]. （原始内容存档于2009-08-25）.
12. ↑  . 2009-04-16  [2009-04-16]. （原始内容存档于2009-04-21）.
13. ↑  . 華盛頓郵報. 2009-04-19  [2009-04-19]. （原始内容存档于2016-09-14）.
14. ↑  . MSNBC News. 2009-04-15  [2009-04-15]. （原始内容存档于2009-06-16）.
15. 1 2  . 明報. 2009-05-31  [2009-05-31]. （原始内容存档于2009-06-12）.
16. ↑  . 明報. 2009-06-03  [2009-06-03]. （原始内容存档于2009-06-11）.
17. ↑  . 明報. 2009-06-05  [2009-06-05]. （原始内容存档于2009-06-11）.
18. ↑  .   [2019-01-09]. （原始内容存档于2019-01-09）.
19. ↑  Amber McNaught. . 2000年  [2009-11-28]. （原始内容存档于2009-12-11）.
20. ↑  . 紐約郵報. 2009-07-13  [2009-11-28]. （原始内容存档于2012-10-26）.
21. ↑  . Mirror.co.uk. 2009-09-04  [2009-11-28]. （原始内容存档于2009-11-28）.
22. ↑  . bbc.co.uk.   [2009-11-30]. （原始内容存档于2020-11-09）.
23. ↑  . aCharts.us.   [2009-11-27]. （原始内容存档于2010-12-05）.
24. ↑  .   [2009-12-06]. （原始内容存档于2015-03-30）.
25. ↑  . RIANZ. 2009-11-30  [2009-12-01]. （原始内容存档于2007-06-21）.
26. 1 2  . MTV News.   [2009-12-06]. （原始内容存档于2012-07-10）.
27. ↑  . Music Charts.   [2009-11-28]. （原始内容存档于2010-12-05）.
28. ↑  Ben Chalk. . 英國微軟MSN音樂網. 2009-11-23  [2009-11-28]. （原始内容存档于2009-11-26）.
29. ↑  Bob Stanley. . 泰晤士报. 2009-11-20  [2009-11-28].[]
30. ↑  . 聯合報. 2010-01-08  [2010-01-25].
31. ↑  . PEOPLE.com.   [2015-04-22]. （原始内容存档于2015-04-01）.
32. ↑  . 紐約日報. 2009-11-23  [2010-01-25].[永久]
33. ↑  . 新力音樂娛樂. 2009-11-26  [2010-01-25]. （原始内容存档于2009-12-01）.
34. ↑  . Press and Journal (蘇格蘭)（英语：Press and Journal (Scotland)）. 2009-12-12  [2010-01-25]. （原始内容存档于2012-03-19）.
35. ↑  . 聯合報. 2009-12-30  [2010-01-25]. （原始内容存档于2010-01-05）.

## 外部連結
- Susan Boyle's Britain's Got Talent Audition （页面存档备份，存于） 轉播影片在英國的商業電視台 itv.com
- Susan Boyle's Britain's Got Talent Profile 在 susanboylesusanboyle.com 網站